# Alfonso Corti

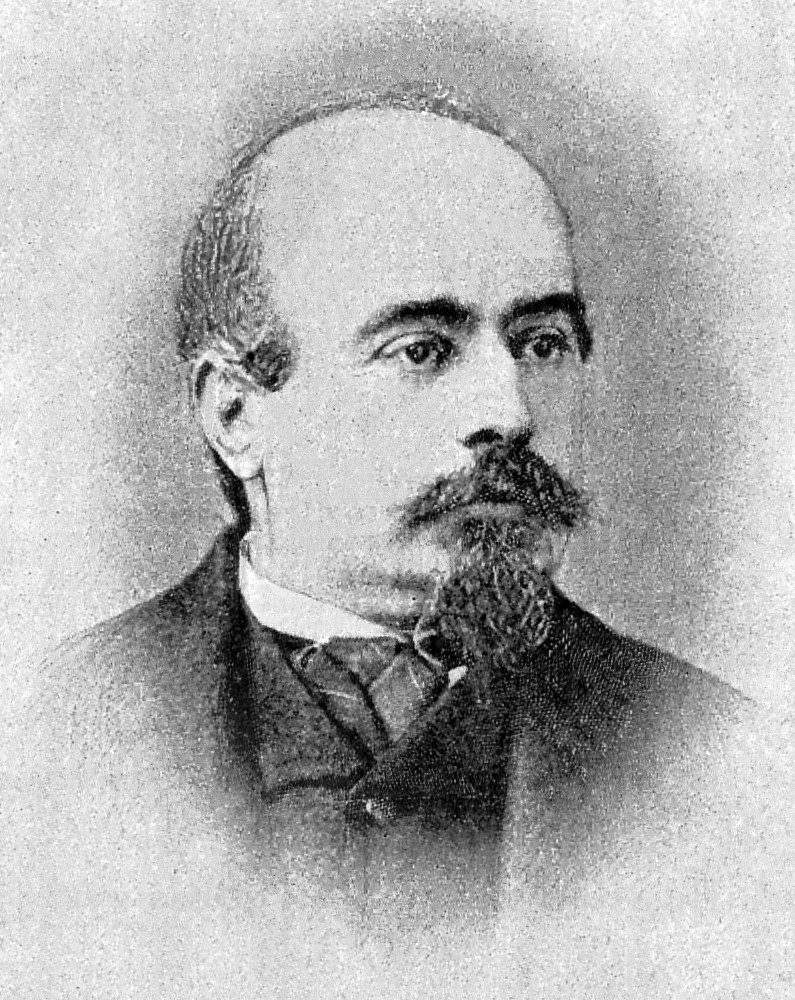
Alfonso Corti

Alfonso Giacomo Gaspare Corti (* 15. Juni 1822 in Gambarana (Lombardei); † 2. Oktober 1876 in Corvino San Quirico (Lombardei)) war ein italienischer Anatom und Histologe.

## Leben
Alfonso Corti (di Santo Stefano Belbo) stammt aus einer lombardischen Adelsfamilie und wuchs zusammen mit seinem Bruder, dem späteren Diplomaten Luigi Corti, in einer hochadligen Familie des Königreiches Sardinien-Piemont auf. Er studierte ab 1841 Medizin an der Universität Pavia bei dem Anatomen Bartolomeo Panizza (1785–1867) sowie bei Mauro Rusconi und wurde auch stark vom Anatomen Antonio Scarpa beeinflusst. 1847 ging er an die Universität Wien, wo er sein Medizinstudium abschloss, und arbeitete nach seiner Promotion anschließend bei seinem akademischen Lehrer Josef Hyrtl und ab 1848 bei dem Physiologen G. G. Valentin.
Nach einem Studienaufenthalt in London und Paris wechselte er im Januar 1850 als Gastwissenschaftler zu Rudolf Albert Kölliker an die Universität Würzburg, wo er im Juliusspital begann, sich unter anderem mit dem Innenohr der Säugetiere zu befassen. 1851 entdeckte er dort in einem der Präparationsräume des Anatomie-Pavillons das eigentliche Rezeptorgebiet im Innenohr, das – auf einen Vorschlag Köllikers von 1854 hin – nach ihm benannte Cortische Organ. Im Juni 1851 wurde seine, auf Vorarbeiten von Panizza, Hyrtl und anderen aufbauenden, insbesondere histologische Arbeit über die „Schnecke“ (Cochlea) des Gehörorgans von Menschen und Säugetieren in der von Koelliker herausgegebenen Zeitschrift für wissenschaftliche Zoologie auf Französisch veröffentlicht. Seine Beschreibung der Hörschnecke (genannt auch Organon spirale) ist grundlegend für die sogenannte Resonanztheorie des Physikers Hermann Helmholtz. Corti führte zudem die Karminfärbung als mikroskopische Färbemethode ein. Er gewann in Würzburg den Histologen und Pathologen Rudolf Virchow als Freund und begleitete diesen im August 1850 zu dessen Hochzeit nach Berlin. Kurz danach verließ Corti Deutschland wieder.
Der Marchese (Graf) Alfonso Corti di Santo Belbo war Mitglied zahlreicher europäischer wissenschaftlicher Gesellschaften. Im Jahr 1854 wurde er zum Mitglied der Leopoldina gewählt.
Danach heiratete er eine italienische Gräfin, beendete seine Forschungstätigkeit und widmete sich seinen Landgütern und der Erziehung seiner Kinder.